# 돌니베스토니체

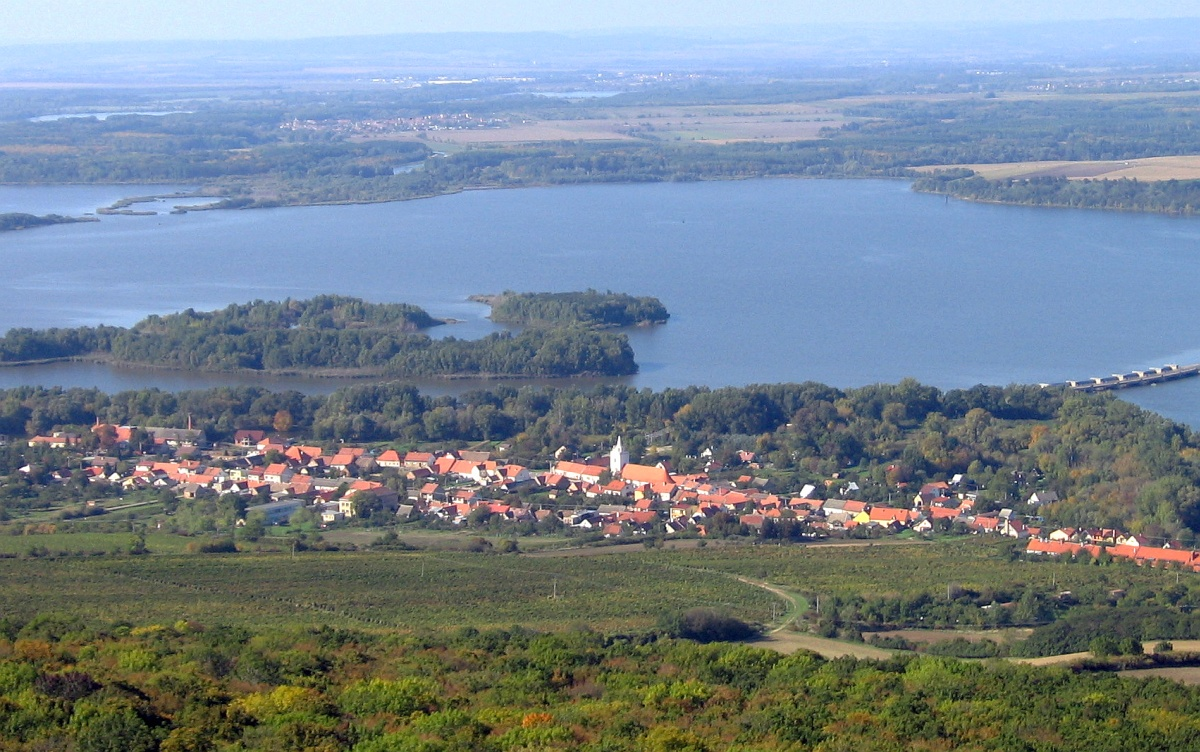

돌니베스토니체(체코어: Dolní Věstonice)는 체코 남모라바 주의 작은 마을이다. 일련의 빙하기 시대의 유적이 발굴되어 널리 알려졌는데, 유적지는 매머드 사냥군들이 사용했던 곳이다.
대모라비아(모라비아 왕국) 시대에 작은 요새가 세워졌는데, 이는 1312년의 문서에도 언급되어 있다. 13세기에는 독일의 이주민이 거주하였고, 1460년에는 공민권을 얻었다. 16세기 초엽에는 독일과 스위스로부터 추방된 재세례파 신도들이 정착하였고, 1622년에 다시 추방되었다. 선사 시대의 유적이 발굴되긴 하였으나, 공식적인 고고학적 연구는 1924년에 시작되었다. 이 마을은 고고학, 와인, 건물, 전통 의상에 관심이 있는 관광객을 끌어모으고 있다.